# Menemerus vernei
Menemerus vernei är en spindelart som beskrevs av Berland, Millot 1941. Menemerus vernei ingår i släktet Menemerus och familjen hoppspindlar. Inga underarter finns listade i Catalogue of Life.